# Padiglione "Kosmos" della VDNCh
Il padiglione n. 34 "Kosmos" (in russo Павильон №34 «Космос»?, Pavil'on №34 «Kosmos») è un padiglione dell'Esposizione delle conquiste dell'economia nazionale (VDNCh) di Mosca, costruito tra il 1938 e il 1939. Noto come Centro "Cosmonautica e aviazione" (in russo Центр «Космонавтика и авиация»?, Centr «Kosmonavtika i aviacija»), è dedicato alla storia del programma spaziale sovietico e ai futuri progetti della Roscosmos riguardanti l'esplorazione dello spazio.

## Storia

### 1937-1954
Il complesso espositivo doveva essere creato nel 1937 in onore del 20º anniversario della Rivoluzione d'ottobre. L'edificio si inseriva nel piano originale di Vjačeslav Oltarževskij per la piazza Mechanizacii, prevedendo uno sviluppo verso l'alto. Tuttavia, il bianco "grattacielo di legno" non offriva abbastanza spazio per ospitare grandi mietitrebbie, trattori e piccoli aeroplani, inoltre non era in grado di ottimizzare il flusso dei visitatori. La commissione governativa ordinò quindi la demolizione del sito e successivamente, a causa dei continui ritardi ed errori di calcolo, nel giugno 1938 Oltarževskij fu esiliato a Vorkuta.
Il padiglione fu riprogettato nel 1938-1939 dagli architetti Victor Andreev, Ivan Taranov e Nadežda Bykova. La nuova struttura fu modellata sulla forma di un hangar per i dirigibili ed era abbastanza grande da poter inserirvi le macchine agricole. La facciata era decorata con portici in vetro d'acciaio e gallerie a due livelli. Inoltre, la galleria interna creava l'effetto di un arco la cui profondità continuava lungo la via principale del centro espositivo e non chiudeva la prospettiva fino ai laghi artificiali della VSChV. Secondo gli architetti, la soluzione adottata era in grado di offrire un "quadro impressionante del potere industriale dell'agricoltura sovietica".
Sulle pareti terminali dello stilobate vi erano decorazioni e bassorilievi dello scultore Sergej Merkurov raffiguranti operai di varie professioni agricole, nonché pareti con citazioni di Lenin.
Inizialmente, l'edificio fu intitolato padiglione "Meccanizzazione" (in russo Павильон «Механизация»?, Pavil'on «Mechanizacija») ed ospitava un'esposizione dedicata alla meccanizzazione dell'agricoltura sovietica. La mostra era stata suddivisa in sezioni tematiche, tra cui "Industria automobilistica e dei trattori", "Ingegneria meccanica agricola", "Tecnologie per meccanizzare la coltivazione di cereali ed erbe", "Nuovi metodi per lo sviluppo e il drenaggio delle zone umide", "Meccanizzazione nella produzione agricola e zootecnia ", e altri. Nella parte coperta del padiglione, venivano mostrati dei modelli e dei campioni di attrezzature e mezzi agricoli.

### 1954-1961

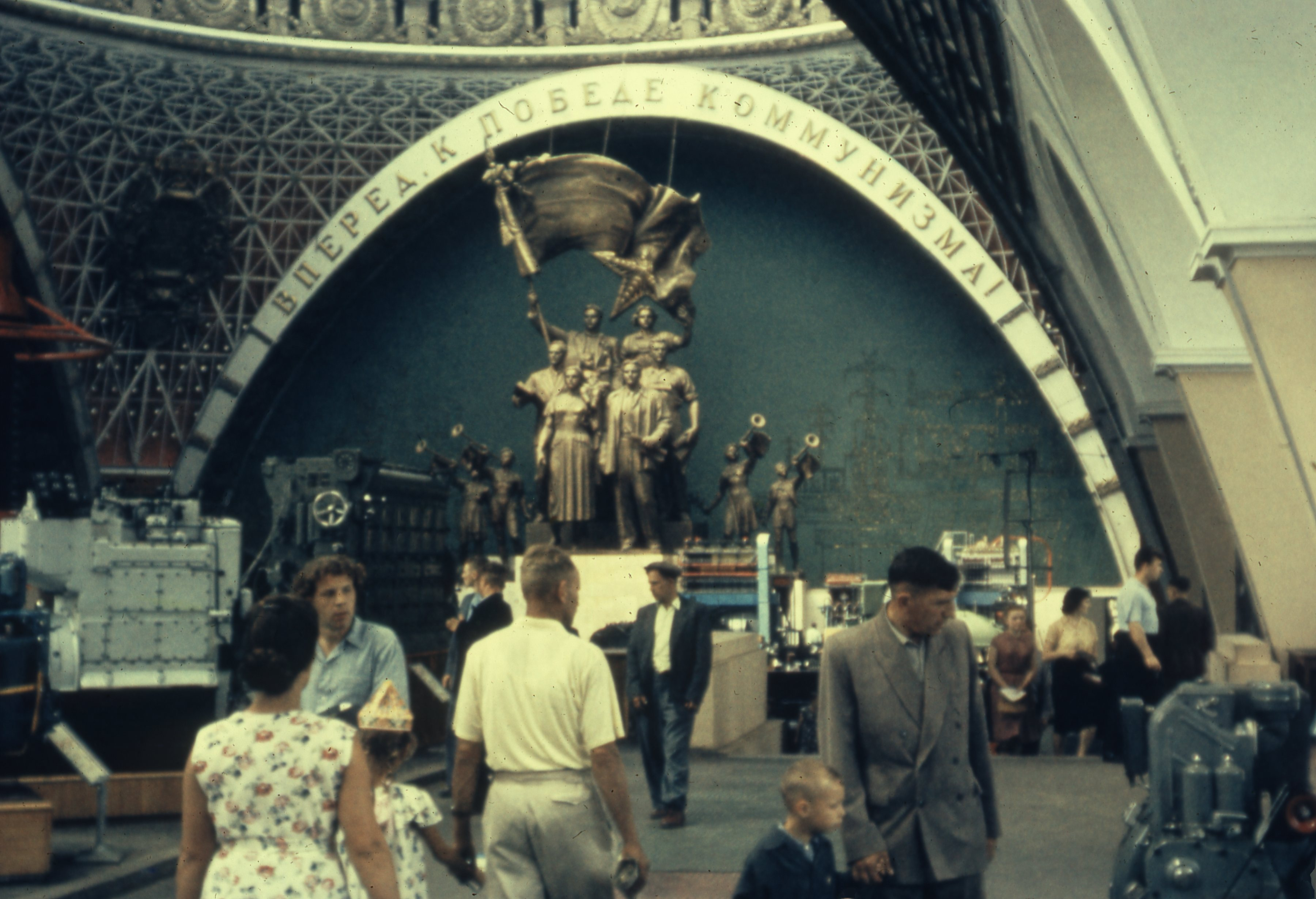
Fotografia del 1958 con la composizione scultorea di Nikolaj Tomskij.

L'ultima versione dell'edificio è stata realizzata nel 1954 su progetto di Viktor Andreev e Ivan Taranov, in occasione della ricostruzione postbellica della VDNCh. Rinominato in padiglione "Meccanizzazione ed elettrificazione dell'agricoltura dell'URSS" (in russo Павильон «Механизация и электрификация сельского хозяйства СССР»?, Pavil'on «Mechanizacija i elektrifikacija sel’skogo chozjajstva SSSR») è stato ampliato con l'aggiunta di una sala a due piani con una cupola di vetro alta 60 m.
L'interno della sala era decorato con la composizione scultorea dorata "Processione del popolo sovietico verso il comunismo" (in russo Шествие советских людей к коммунизму?, Šestvie sovetskich ljudej k kommunizmu) di Nikolaj Tomskij.
Nel 1956, il padiglione ospitò l'esposizione dedicata alla "Ingegneria meccanica", nella quale furono esposte in 26 sale varie macchine e attrezzature industriali prodotte dall'ingegneria sovietica, dalle attrezzature per la metallurgia agli strumenti di precisione.
Nel 1961, il padiglione ospitò temporaneamente l'esposizione dedicata all'"Urbanistica".

### 1967-1991

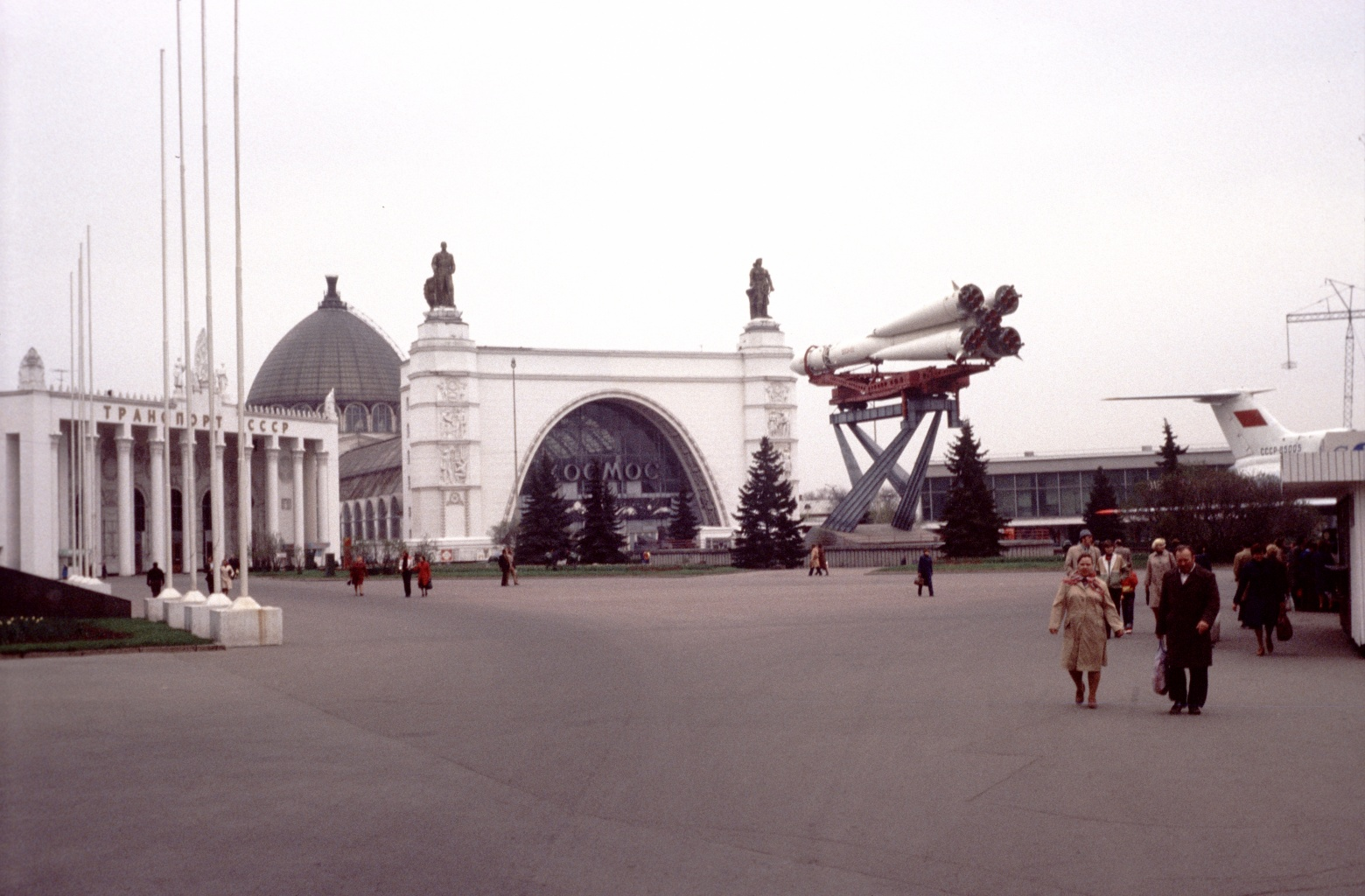
Il padiglione nel 1980.

Nell'ambito della creazione di una fiera alla VDNCh dedicata al 50º anniversario della Rivoluzione d'ottobre, l'esposizione nel padiglione fu ampliata con una mostra dedicata ai risultati nel campo dell'esplorazione spaziale. Dal 1967, la mostra sull'ingegneria iniziò ad occupare solo metà del padiglione, e nell'altra metà fu ospitata la mostra "Kosmos", che introdusse i visitatori alla storia e alle ultime conquiste del programma spaziale sovietico. Furono esposti gli stand sullo sviluppo della tecnologia missilistica, i modelli dei satelliti artificiali, i Lunochod, i sistemi di supporto vitale dei cosmonauti e la navicella Vostok originale. La composizione scultorea "Processione del popolo sovietico al comunismo" è stata smantellata e sostituita con un ritratto di Jurij Gagarin, il primo uomo a volare nello spazio.
Dato che ospitava due esposizioni diverse, al padiglione furono contrassegnati i numeri 32 e 34.
Nel 1975 furono installate copie ancorate della navicella spaziale utilizzata per il Programma test Apollo-Sojuz.
Nel 1991, sotto gli archi del padiglione, si tenne il festival "Gagarin-pati". Successivamente, l'esposizione è stata smantellata e il padiglione è stato utilizzato come centro per bancarelle e negozi.

### 2014-2018

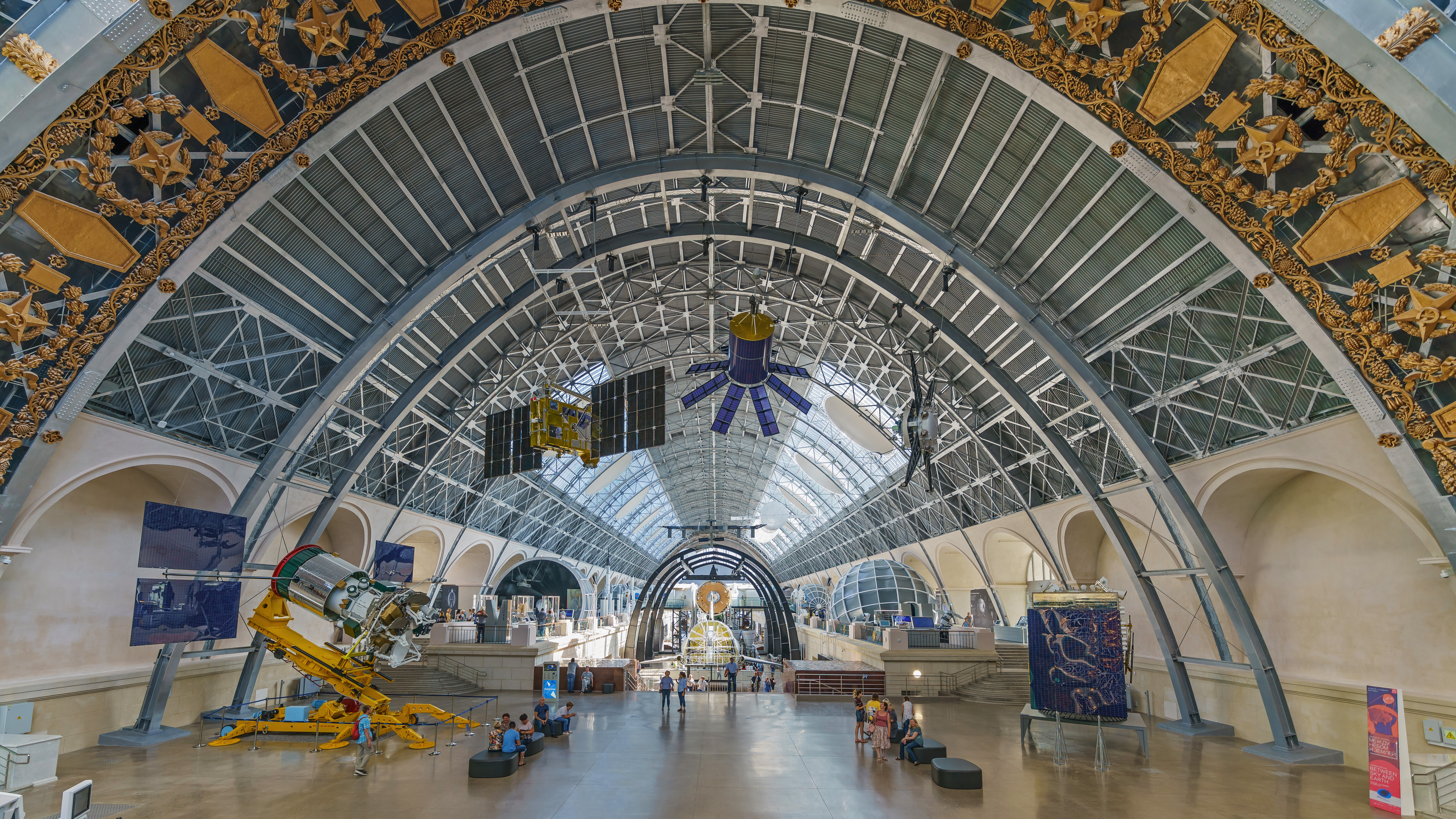
Gli interni dopo la ricostruzione del 2018.

Tra il 2014 e il 2015, il padiglione ha ospitato temporaneamente la mostra "Miracoli della meccanica" (in russo Механика чуда?, Mehanika čuda), un'esposizione degli oggetti di scena impiegati durante la cerimonia d'apertura delle Olimpiadi di Soči.
Nel 2016, il sindaco di Mosca Sergej Sobjanin ha annunciato l'apertura del centro "Cosmonautica e aviazione" (in russo Космонавтика и авиация?, Kosmonavtika i aviacija) all'interno del padiglione, in collaborazione con la Roscosmos tramite la consociata ORKK. Tra il 2017 e il 2018 l'edificio è stato oggetto di restauro: durante i lavori, sono stati restaurati la cupola di vetro e gli interni dell'edificio. Nel 2017 è iniziata l'installazione della mostra e a ottobre dello stesso anno è stato consegnato al padiglione un prototipo del modulo Kristall della stazione orbitale Mir. Il lampadario in vetro rubino a forma di stella rossa, perduto negli anni settanta, è stato ricostruito. Nel dicembre 2017 è stato restaurato un pannello dedicato all'ingegneria meccanica in acciaio con smalto dorato all'interno del padiglione.
Il rinnovato centro "Cosmonautica e aviazione" è stato inaugurato il 12 aprile 2018, in occasione del giorno dei cosmonauti, dal presidente Vladimir Putin e dal sindaco di Mosca Sergej Sobjanin, alla presenza dei cosmonauti Valentina Tereškova, Fëdor Jurčichin, Sergej Krikalëv e altri.

## Descrizione
Il progetto del 1954 si basava sullo stile e lo sfarzo del classicismo socialista staliniano.
L'ingresso al padiglione dal lato della piazza è costituito da un arco di vetro a specchio incastonato in una parete. Su entrambi i lati sono presenti due torri con bassorilievi sul tema della meccanizzazione e dell'elettrificazione dell'agricoltura, con ai vertici le sculture smaltate in oro di un trattorista e di una kolchoziana. Al centro dell'arco vi era un'antefissa decorata con l'emblema dell'Unione Sovietica, e sopra di esso vi era il profilo di Lenin circondato da fiori, covoni e nastri. La composizione centrale è andata persa negli anni settanta.
Inizialmente, accanto al profilo di Lenin, vi era anche quello di Stalin, ma fu rimosso a seguito del XX congresso del PCUS del 1956 e alla destalinizzazione.
Con la ricostruzione del 2018, è stata ricreata una copia del cartiglio priva del profilo di Lenin.

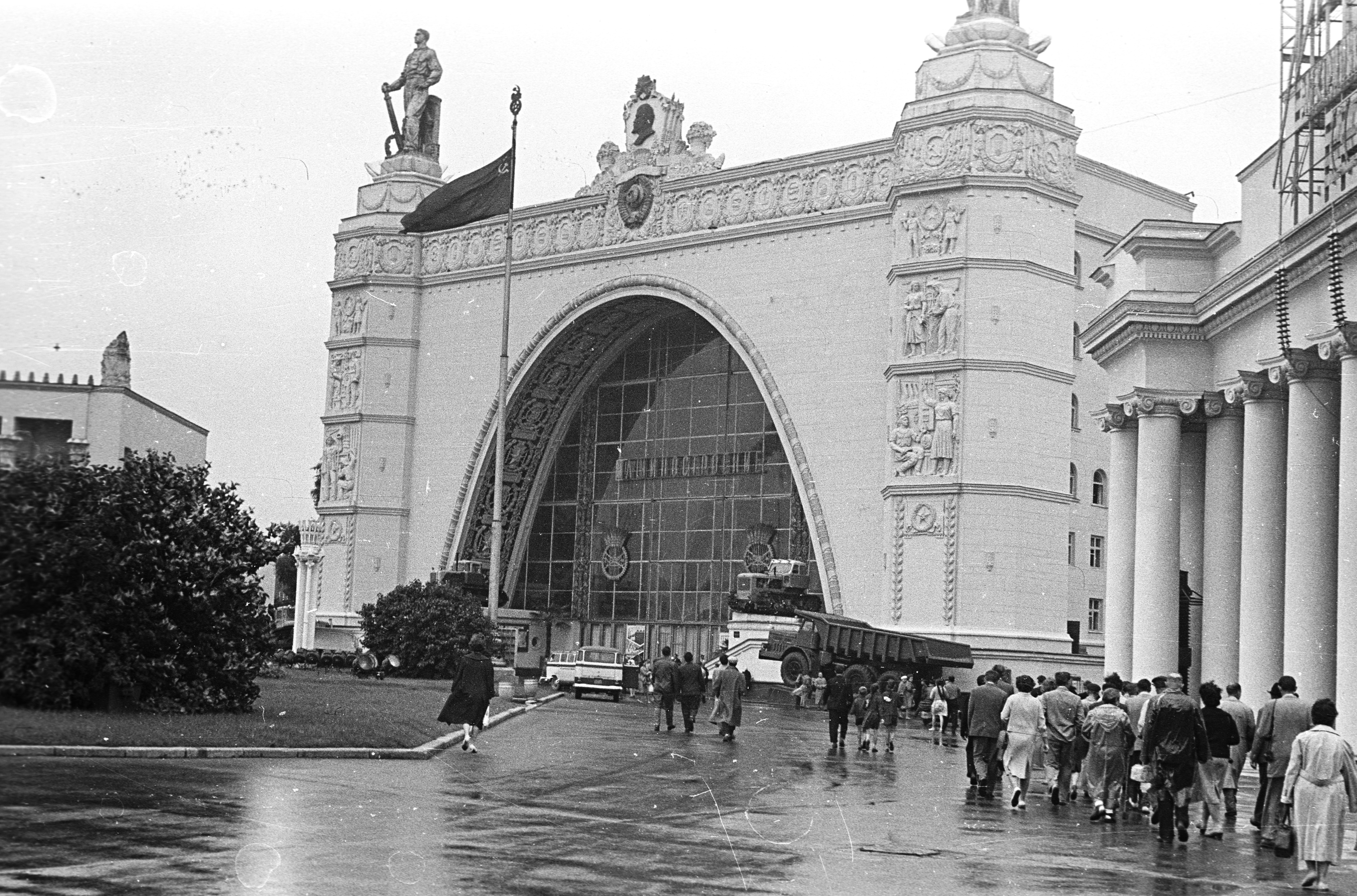
L'ingresso del padiglione nel 1963.
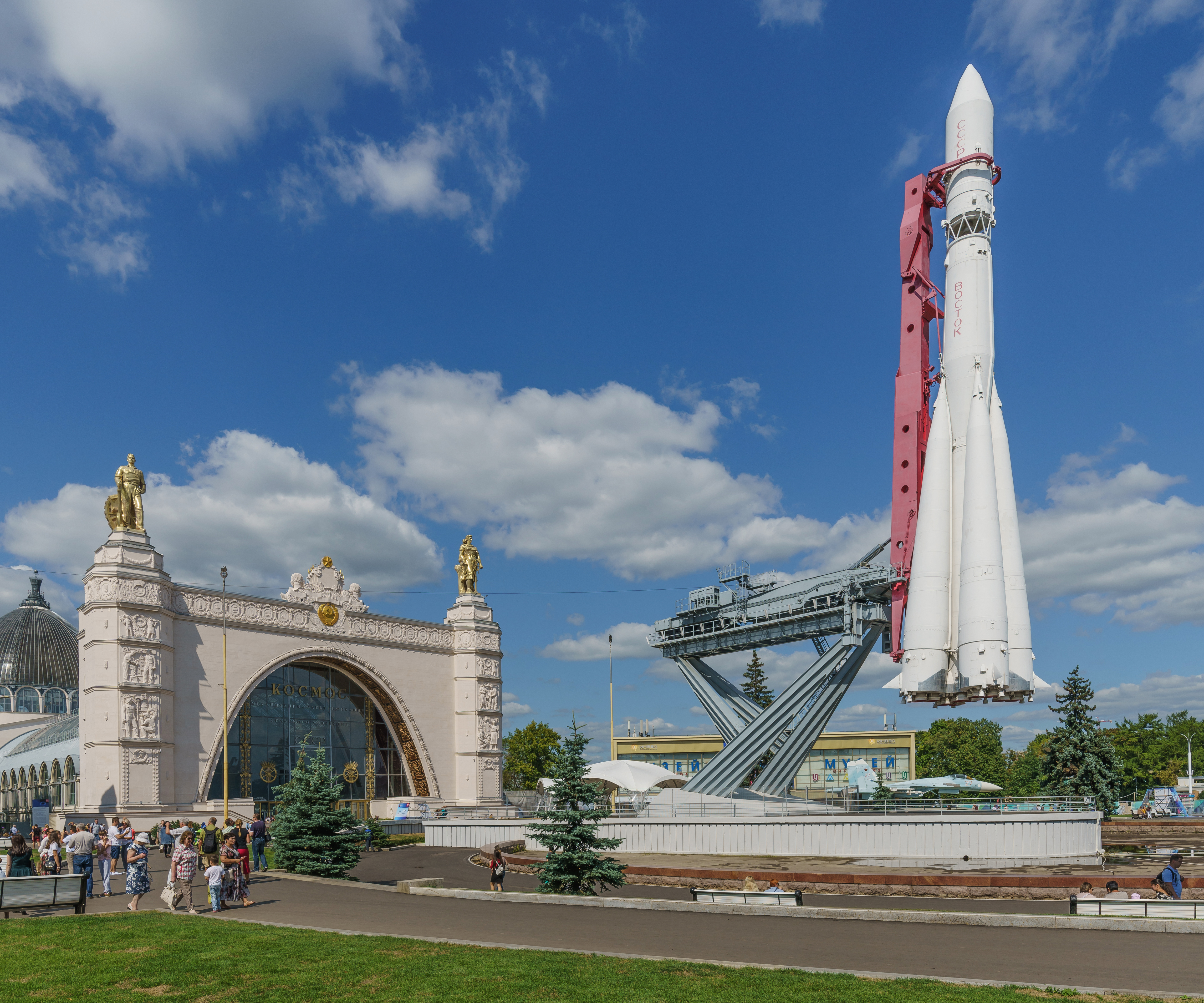
Il padiglione e il modello del lanciatore Vostok.
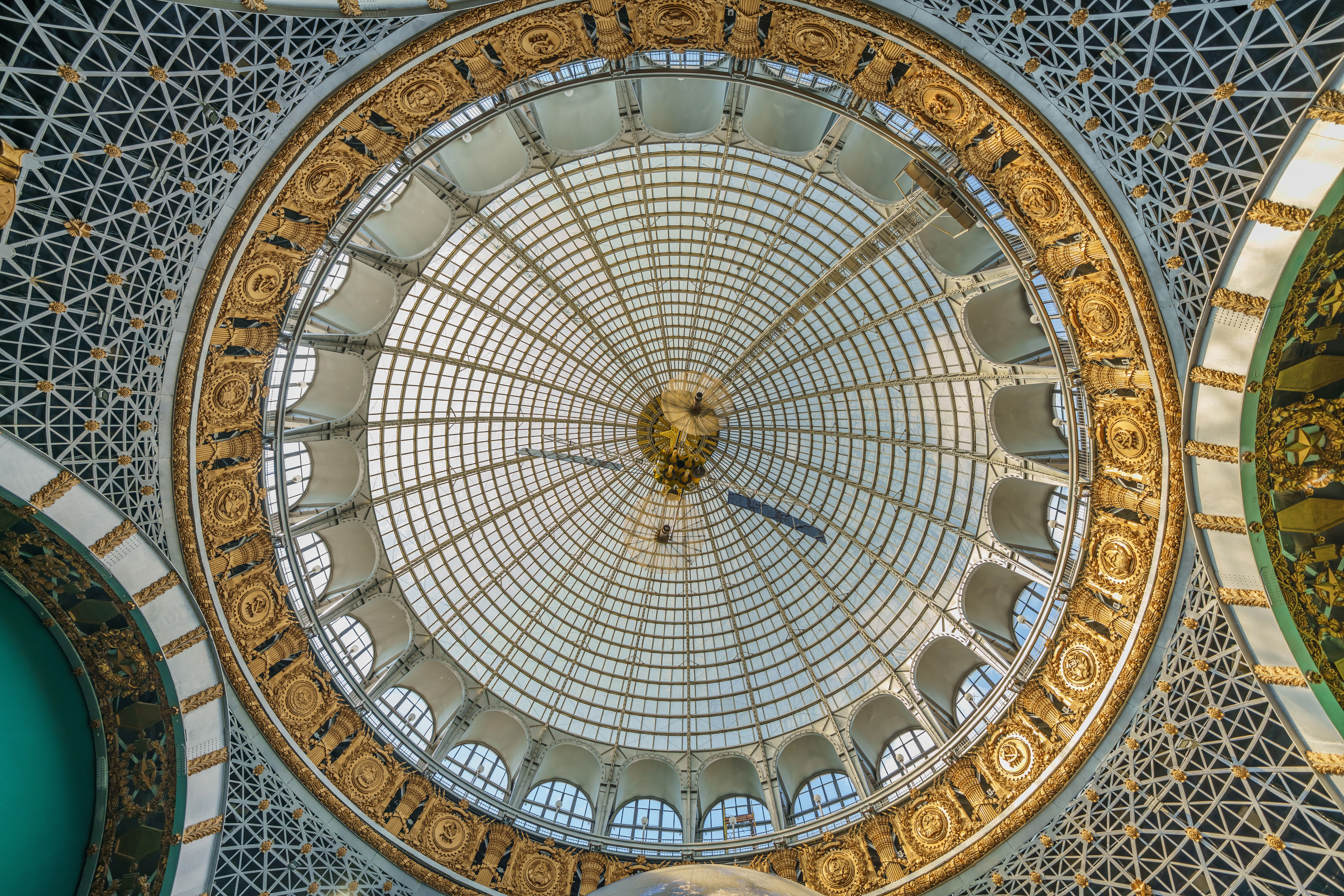
La cupola vista dall'interno.

## Esposizione
Nel padiglione sono esposti più di 120 oggetti e ricostruzioni di velivoli spaziali e più di duemila documenti, foto e video d'archivio. Sono presenti inoltre simulatori e giochi interattivi dedicati ai più giovani, nonché un cinema 4D dove viene raccontata la storia dell'esplorazione spaziale.

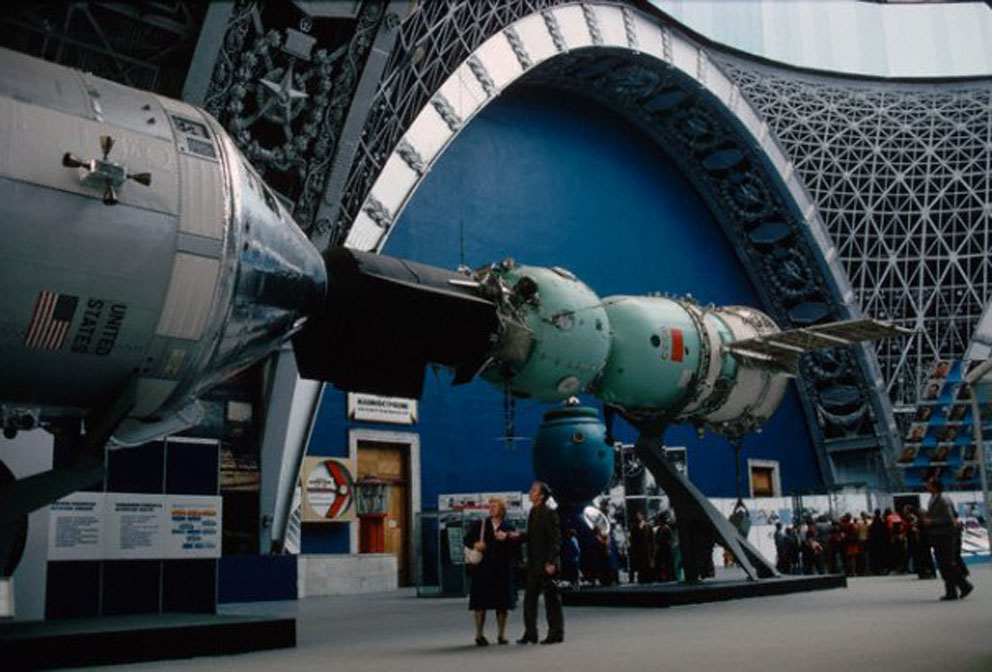
Modelli delle navi Sojuz e Apollo utilizzate per il programma spaziale congiunto URSS-USA.
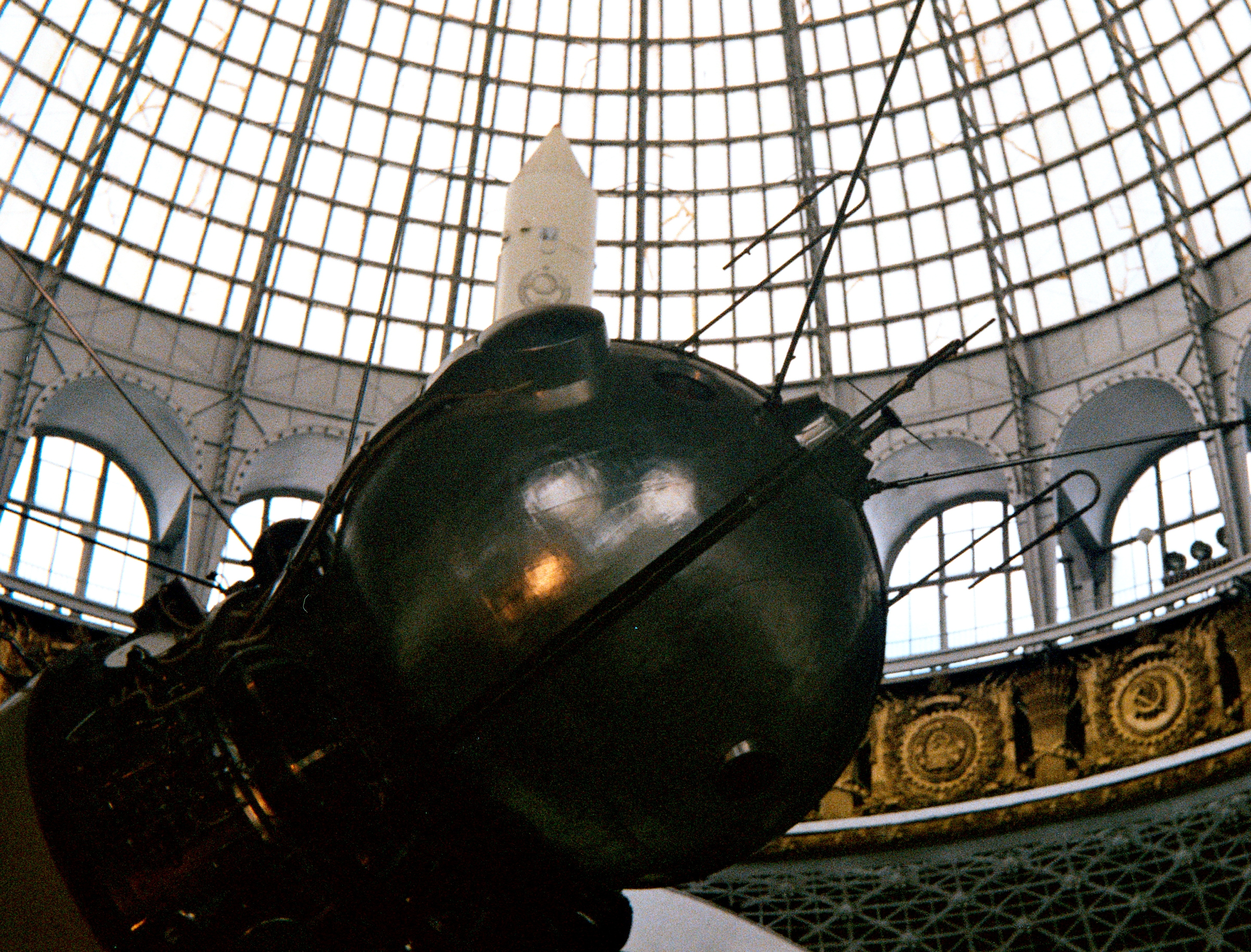
La Vostok 1 sotto la cupola.
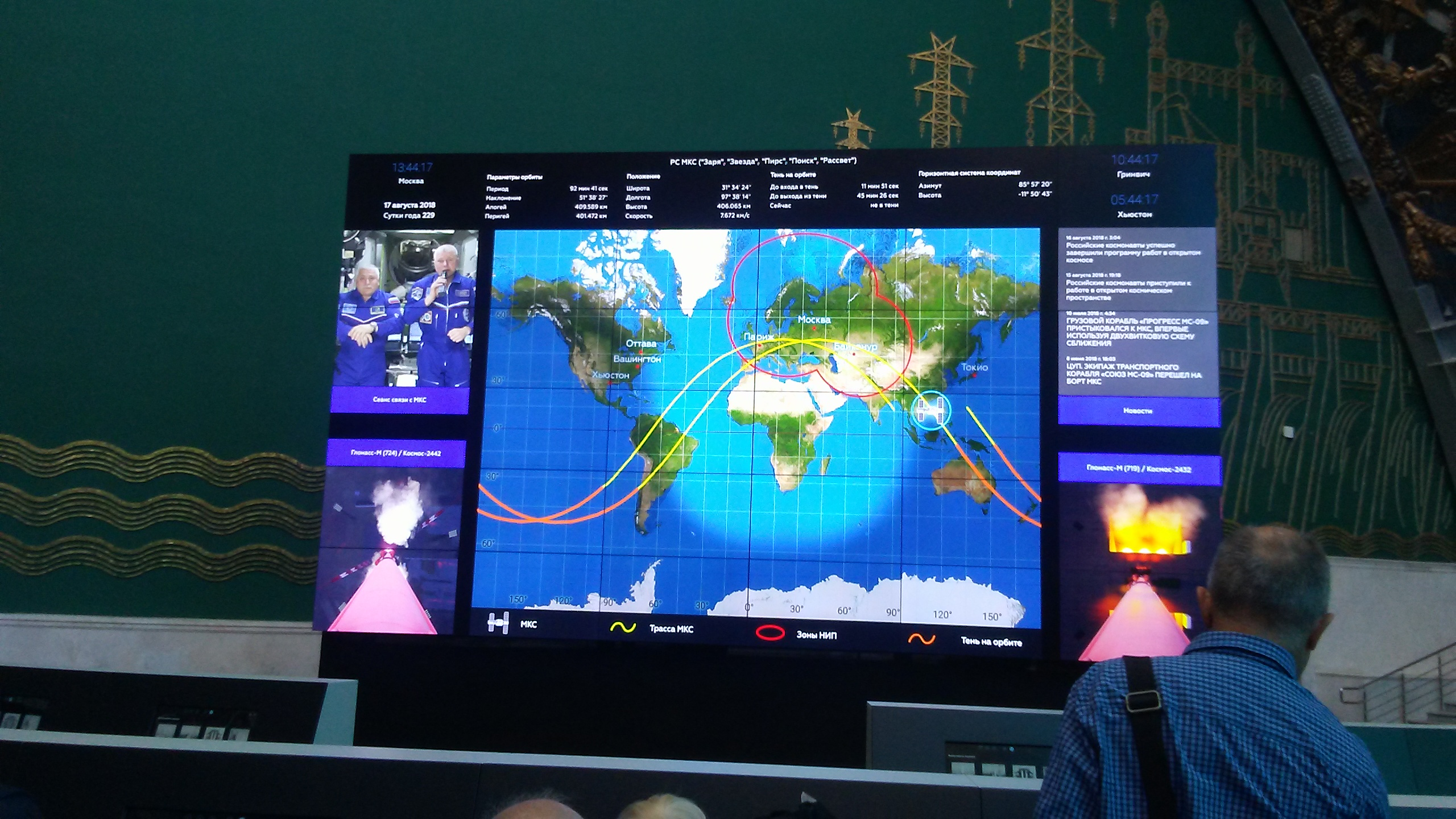
Riproduzione dello schermo presente nel Centro di controllo aerospaziale russo.
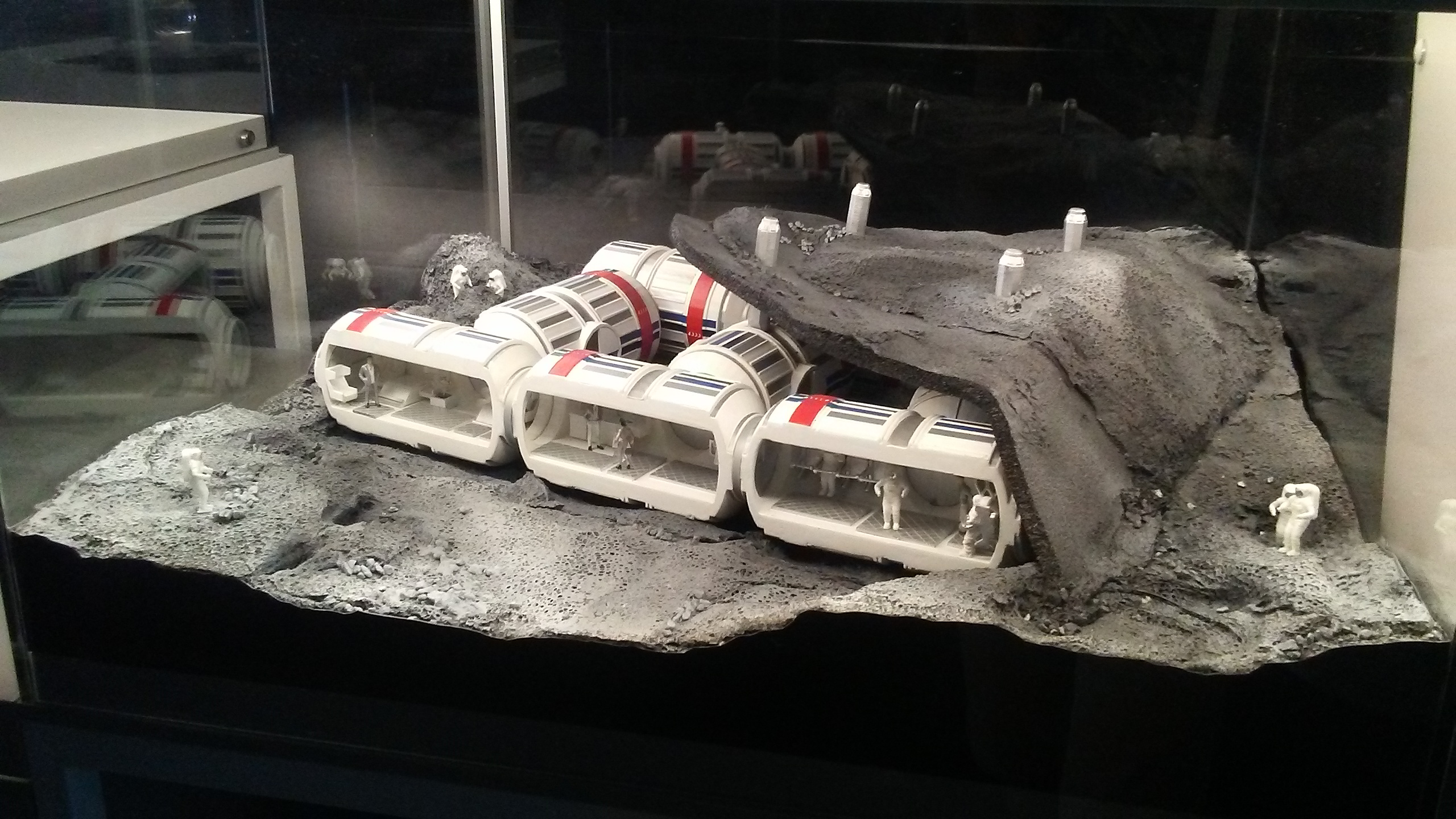
Modellino di una colonia lunare sovietica.
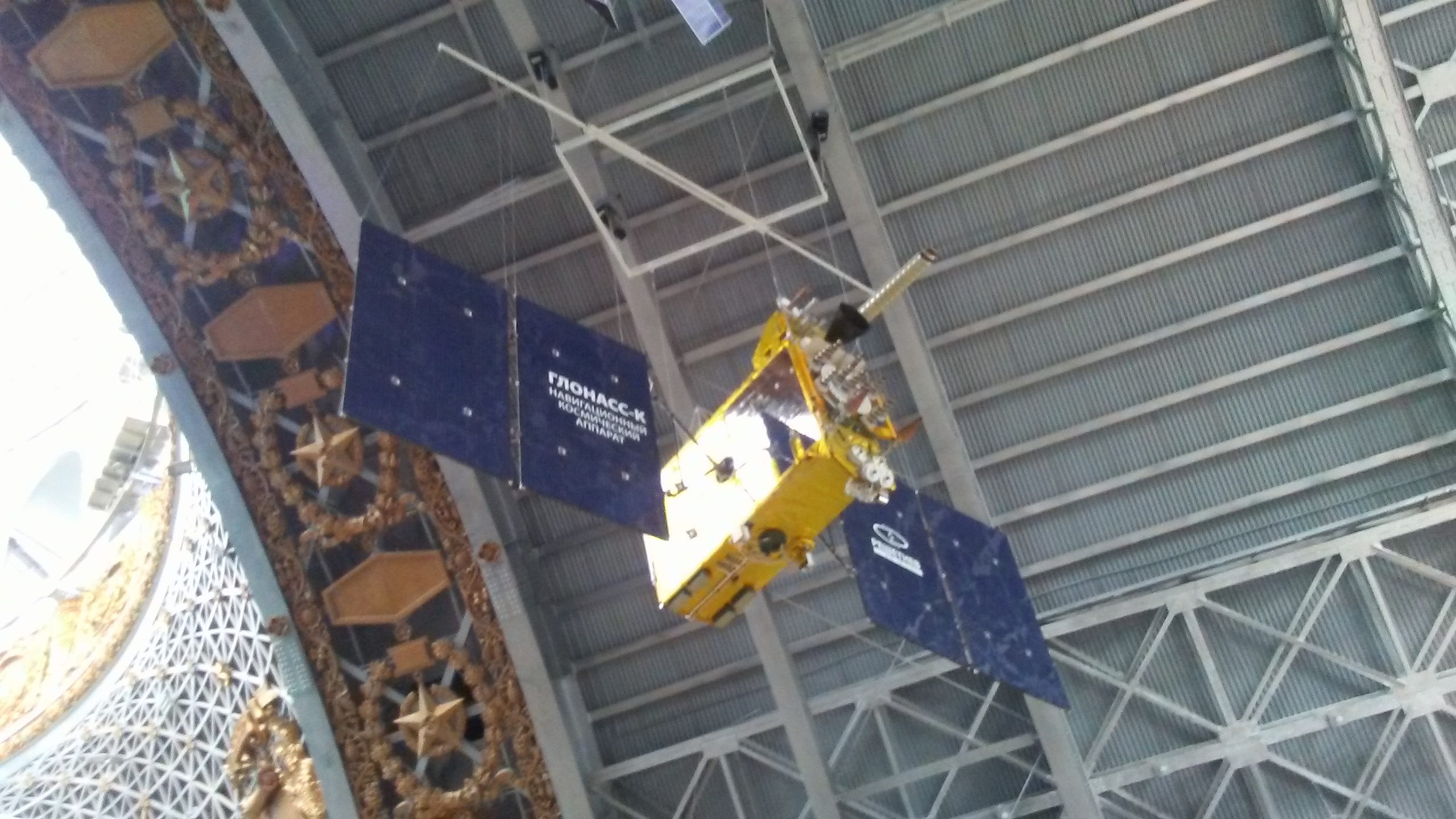
Satellite Glonass-K del sistema di navigazione GLONASS.